# El Chayote
El Chayote är en ort i Mexiko.   Den ligger i kommunen Tepezalá och delstaten Aguascalientes, i den centrala delen av landet, 500 km nordväst om huvudstaden Mexico City. El Chayote ligger 1 929 meter över havet och antalet invånare är 1 817.
Terrängen runt El Chayote är platt västerut, men österut är den kuperad. Runt El Chayote är det ganska tätbefolkat, med 116 invånare per kvadratkilometer. Närmaste större samhälle är Rincón de Romos, 10,7 km sydväst om El Chayote. Omgivningarna runt El Chayote är i huvudsak ett öppet busklandskap.